# Te amaré
Te amaré is een lied van de Nederlandse zanger Rolf Sanchez. Het werd in 2021 als single uitgebracht.

## Achtergrond
Te amaré is geschreven door Rolf Sanchez, Brahim Fouradi, Adriaan Persons en Carlos Vrolijk en geproduceerd door Project Money. Het is net zoals de meeste liedjes van Sanchez een popnummer waarin in twee talen wordt gezongen; in het Spaans en in het Nederlands. Het is een lied waarin de liedverteller zijn liefde verklaard aan een meisje. Het is de tweede solosingle van de zanger in 2021, een jaar waarin hij vooral samenwerkingen uitgaf, zoals Een moment en Hef je glas. De andere solosingle was Ven ven.

## Hitnoteringen
De zanger had weinig succes met het lied in de Nederlandse hitlijsten. Er was geen notering in de Single Top 100 en ook de Top 40 werd niet bereikt. Bij laatstgenoemde was er wel de negende plaats in de Tipparade.